# Viñegra de Moraña
Viñegra de Moraña község Spanyolországban, Ávila tartományban.  Lakosainak száma 48 fő (2024).

## Népesség
A település népessége az utóbbi években az alábbiak szerint változott:
| Lakosok száma | 94   | 85   | 74   | 64   | 59   | 53   | 48   | 57   | 50   | 48   |
|               | 2001 | 2004 | 2006 | 2009 | 2011 | 2014 | 2016 | 2019 | 2021 | 2024 |